# راسلمينيا 17
راسلمينيا 17 هو المهرجان السابع عشر من مهرجانات الراسلمينيا التي تقدمها مؤسسة الدبليو دبليو اف جرى عرضة في 1 أبريل 2001 في ساحة ريلاين أسترودوم في مدينة هيوستن بولاية تكساس الأمريكية .

## روابط خارجية
- راسلمينيا 17 على موقع IMDb (الإنجليزية)
- راسلمينيا 17 على موقع قاعدة بيانات الفيلم (الإنجليزية)
- راسلمينيا 17 على موقع كينوبويسك (الروسية)

- The Official Website of WrestleMania X-Seven